# Rue d'Argentine
La rue d’Argentine est une rue située dans le 16e arrondissement de Paris dans le quartier de Chaillot.

## Situation et accès

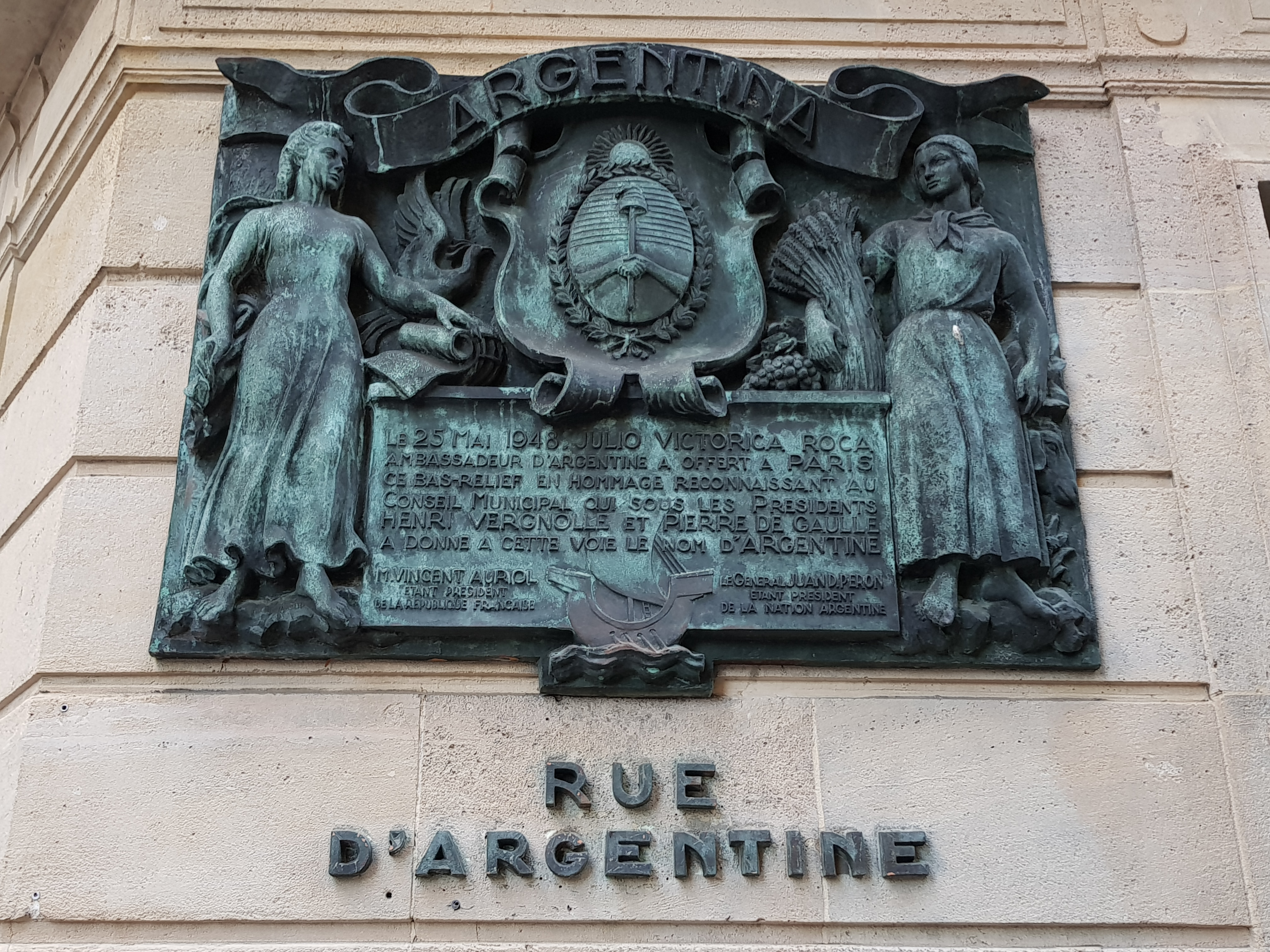
Bas-relief apposé à l’entrée de la rue (1948).

Elle commence au 4, rue Chalgrin et finit au 25, avenue de la Grande-Armée.
La station de métro la plus proche est la station  Argentine, où circulent les trains de la ligne 1.

## Origine du nom
Elle porte le nom de l'État de l'Amérique du Sud, l'Argentine.

## Historique

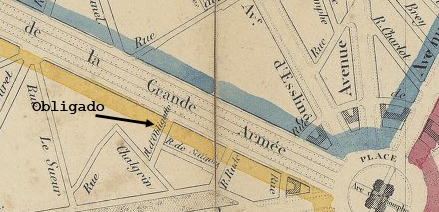
Rue d'Obligado sur un plan général des travaux de 1866.

Avant 1868, la rue d'Argentine s’appelait « rue Neuve-de-la-Pelouse » ; elle fut créée sur une partie du promenoir de Chaillot, appelé alors « pelouse de l'Étoile ». C'était une courte voie (de 80 m) dépendant de l'ancienne commune de Passy qui fut classée dans la voirie parisienne par décret du 23 mai 1863.
Décret du 10 août 1868
« Napoléon, etc.,
Sur le rapport de notre ministre secrétaire d’État au département de l'Intérieur,
vu l'ordonnance du 10 juillet 1816 ;
vu les propositions de M. le préfet de la Seine ;
avons décrété et décrétons ce qui suit :
Article 12. — Les voies ci-après indiquées du 16e arrondissement prendront les dénominations suivantes :
rue Christine prendra le nom de rue Léonard-de-Vinci ;
rue Neuve-de-la-Pelouse prendra le nom de rue d'Obligado ;
rue de la Pelouse prendra le nom de rue de Saïgon ;
rue du Chemin-de-la-Croix prendra le nom de rue Eugène-Delacroix ;
avenue de l'Alma prendra le nom de rue Chanez ;
etc.
Article 17. — Notre ministre secrétaire d'État au département de l'Intérieur est chargé de l'exécution du présent décret.
Fait au palais de Fontainebleau, le 10 août 1868. »

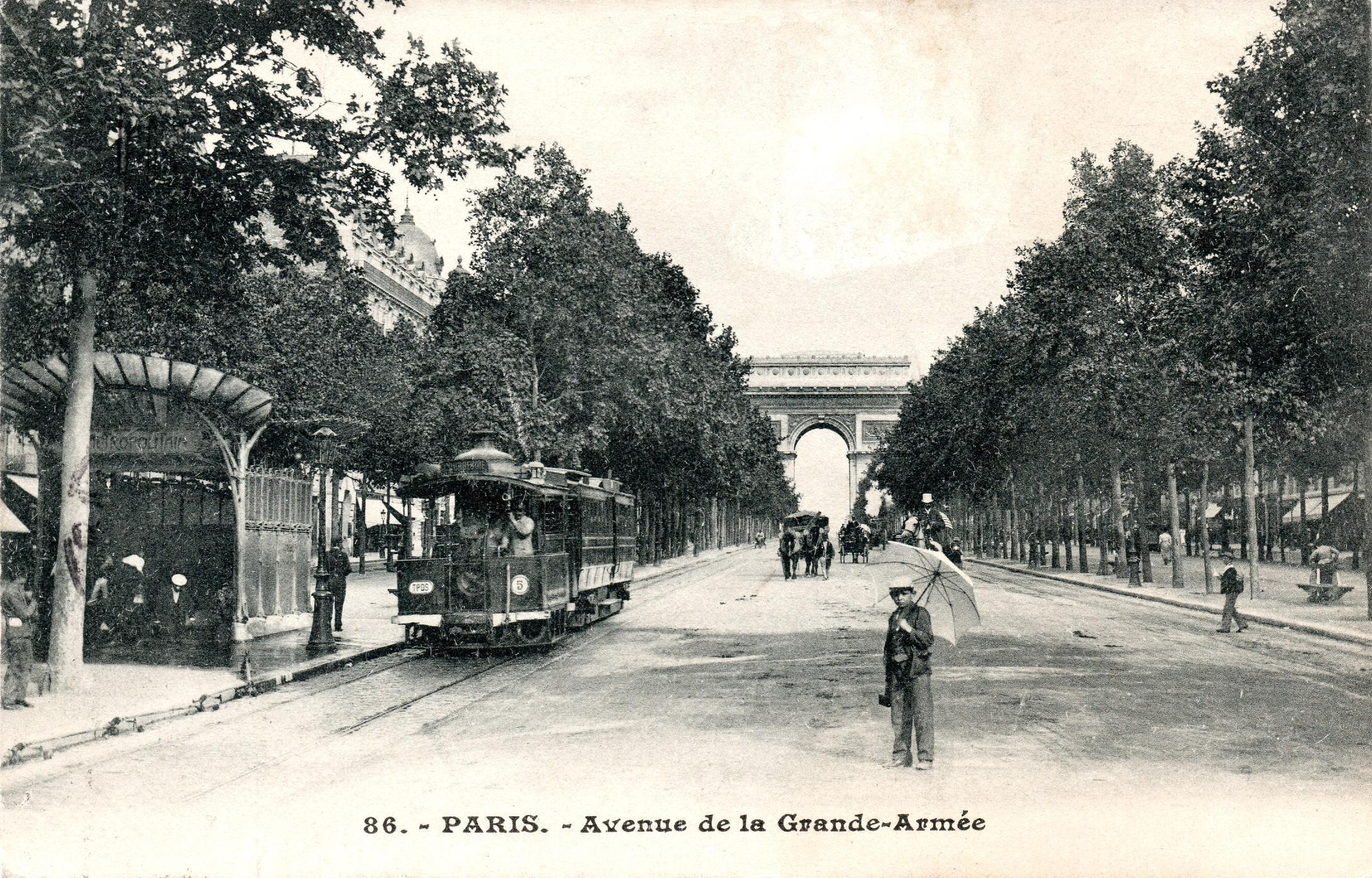
Avenue de la Grande-Armée : bouche du métro Obligado (future station Argentine) vers 1905.

De 1868 au 1er septembre 1947, elle s’appela « rue d'Obligado » comme la station de métro Argentine également nommée « Obligado » durant cette période. La station de métro est située presque en face du débouché de la rue, de l'autre côté de l'avenue de la Grande-Armée, au bord de la place Yvon-et-Claire-Morandat.
Ce nom d'Obligado fut attribué en mémoire de la victoire à Vuelta de Obligado d'une flotte franco-anglaise contre les Argentins en 1845, et pour honorer le général argentin Lucio Norberto Mansilla—qu’il a rencontré en personne à Paris après son exil en Argentine, et qui avait joué un rôle dans son rapprochement avec la future impératrice Eugénie de Montijo—en reconnaissance du courage dont il a fait preuve lors de la bataille face à une force bien supérieure.
L’intention était d'obliger la « libre navigation » du Río de la Plata et de ses affluents (río Paraná et río Uruguay) et de transformer Montevideo en une base commerciale pour les deux puissances. Ce fut une victoire à la Pyrrhus, car les Argentins ayant barré le fleuve, les flottes furent obligées de faire demi-tour.
La rue et la station ont changé de nom le 25 mai 1948 pour celui d’« Argentine », à la suite d'une visite en 1947, d'Eva Perón, épouse du président argentin de l'époque.
La France comptait ainsi faire disparaître ces mauvais souvenirs et remercier l'Argentine de l’aide alimentaire généreuse apportée pendant les premiers temps de la reconstruction de l’après-guerre. L'Argentine a beaucoup apprécié ce geste marquant l'union entre les deux pays et a apposé une plaque commémorative sur la façade du no 1 de la rue.
De Obligado à Paris, il ne reste pas grand-chose : un bar-tabac avenue de la Grande-Armée et un magasin de sport, rue Brunel, toute proche.

## Bâtiments remarquables et lieux de mémoire
- No 1 : Prokofiev et son épouse enceinte louèrent un appartement à partir de 1928 (c'est aujourd'hui un hôtel)[4]. C'est aussi dans ce même immeuble, en 1933, que l'escroc Alexandre Stavisky disposait d'un appartement dans lequel se réfugia son épouse Arlette avec leurs deux enfants, lorsque le scandale fut découvert et que les poursuites débutèrent[5].
- No 11 : ancien bâtiment du consulat général d'Algérie à Paris.

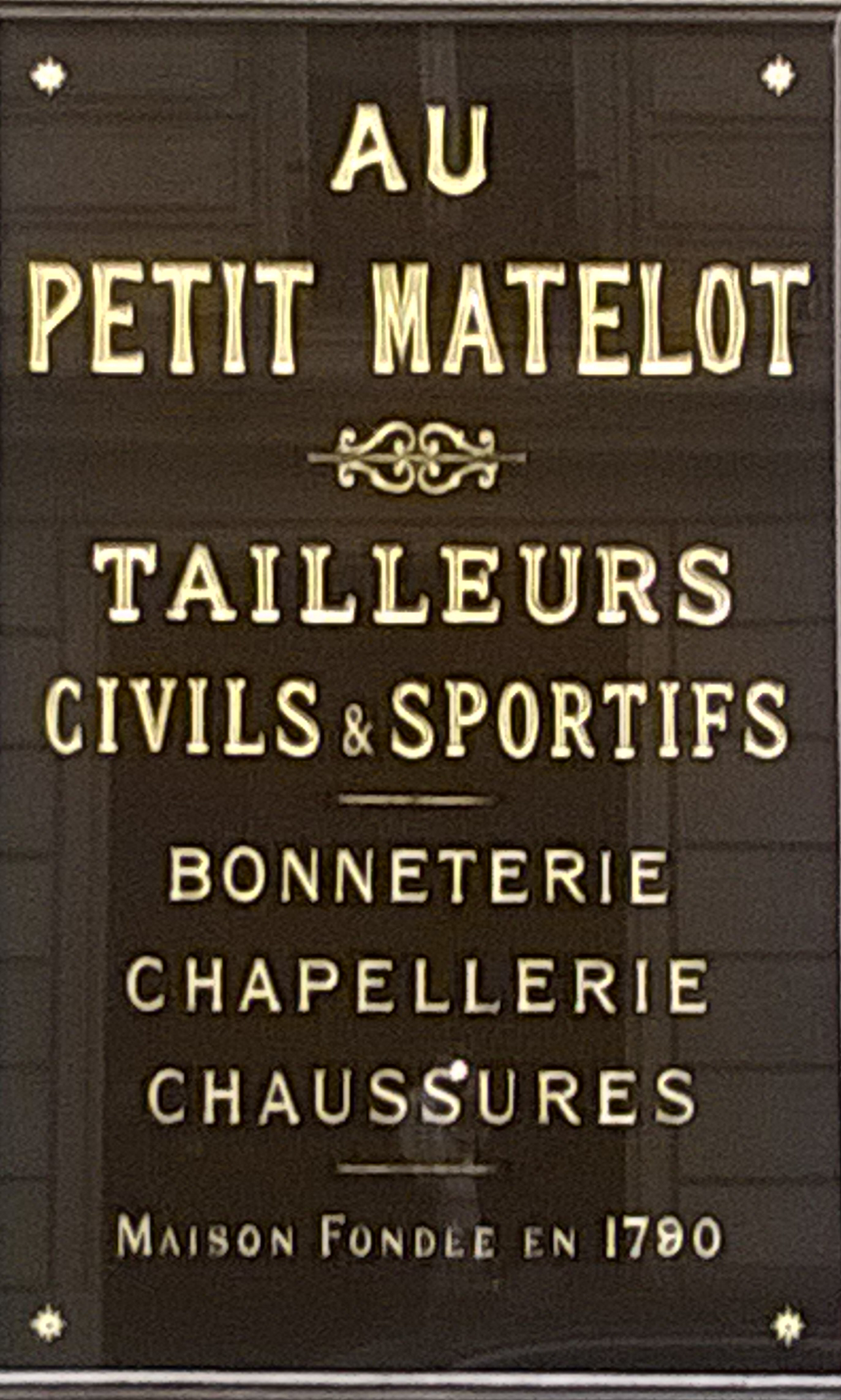
Plaque du Petit Matelot.

- No 13 : magasins Au Petit Matelot, au coin du 27, avenue de la Grande-Armée, qui existent à cet endroit depuis 1906. Ces magasins furent fondés en 1790 sur le quai d’Anjou (île Saint-Louis) d’où ils furent expropriés en 1932[6]. Balzac y fait référence dans son Petit dictionnaire critique et anecdotique des enseignes de Paris en 1826.

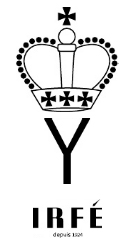
Sigle IRFÉ.

- No ? : en 1920, Félix Youssoupov, un prince russe au prédicat d’altesse sérénissime et son épouse Irina (née Romanoff), s’établissent à Paris où ils créent en 1924 la maison de haute couture IRFÉ. Cette maison fut installée au début, très modestement, dans un petit atelier loué de la rue Obligado, avant qu'elle ne soit transférée rue Duphot dans le 1er arrondissement de Paris.